# Guarujá
Guarujá é um município brasileiro do estado de São Paulo. Localiza-se na Região Metropolitana da Baixada Santista. A população, segundo a dados do IBGE de 2022, é de 287 634 habitantes. Possui uma área de 144,794 km², o que resulta numa densidade demográfica de 1 986,50 habitante/km². Geograficamente, situa-se na Ilha de Santo Amaro, terceira maior ilha do litoral paulista. O município é formado pela sede e pelo distrito de Vicente de Carvalho.
Atualmente, a cidade de Guarujá é conhecida como a "Pérola do Atlântico", devido às suas belas praias e belezas naturais. Muito procurada pelos turistas na alta temporada, a cidade conta com praias urbanizadas e algumas selvagens, acessíveis apenas por trilhas. Além do litoral, Guarujá oferece construções históricas e trilhas de ecoturismo. Outra atração local é a pesca artesanal, que pode ser vista e praticada em diversas praias do município ao longo de sua orla. Anualmente, a cidade recebe mais de 1,5 milhão de turistas de diversas partes do país.
Guarujá é um dos quinze municípios paulistas considerados estâncias balneárias pelo estado de São Paulo, por cumprirem determinados pré-requisitos definidos por lei estadual. Tal status garante a esses municípios uma verba maior por parte do Estado para a promoção do turismo regional. O município também adquire o direito de agregar junto a seu nome o título de estância balneária, termo pelo qual passa a ser designado tanto pelo expediente municipal oficial quanto pelas referências estaduais.

## Topônimo
Conforme explica Eduardo Navarro em seu Dicionário de Tupi Antigo (2013), "Guarujá" é derivado do termo tupi agûarausá, que designa um tipo de caranguejo, o guaruçá.

## História

### Povos indígenas
A Ilha de Santo Amaro surge em sua atual forma no final da Era Glacial, entre 20 000e 123 000 anos atrás, quando o Canal de Bertioga e o Estuário de Santos são abertos com a contínua elevação do nível do Oceano Atlântico e criam a atual ilha, separando-a do continente.[carece de fontes?]
Os primeiros habitantes foram os chamados povos dos sambaquis, grupo humano seminômade que habitou o litoral sul/sudeste brasileiro após o final da Era Glacial. Esses povos viviam da coleta de moluscos, conchas, mexilhões e demais alimentos marinhos, além de frutas e raízes, e caçavam pequenos animais e peixes. Não conheciam a agricultura e o único registro conhecido de sua existência são os montes de restos de conchas e outros dejetos dessas populações. Os montes são chamados de sambaquis e estão espalhados pelo litoral. Em Guarujá, foram localizados sambaquis nas praias da Ilha do Mar Casado e Pernambuco.[carece de fontes?]
Após a era dos sambaquis, a ilha passa a ser visitada por grupos tupi, que deram o primeiro nome à ilha: Guaibê (lugar de caranguejos) e também Guaru-ya (passagem estreita). Os tupis não habitaram a ilha, permanecendo no entorno da Serra do Mar e no Planalto Paulista, mas usavam a frequentavam a área para a colheita de sal e para a pesca.[carece de fontes?]

### Colonização portuguesa

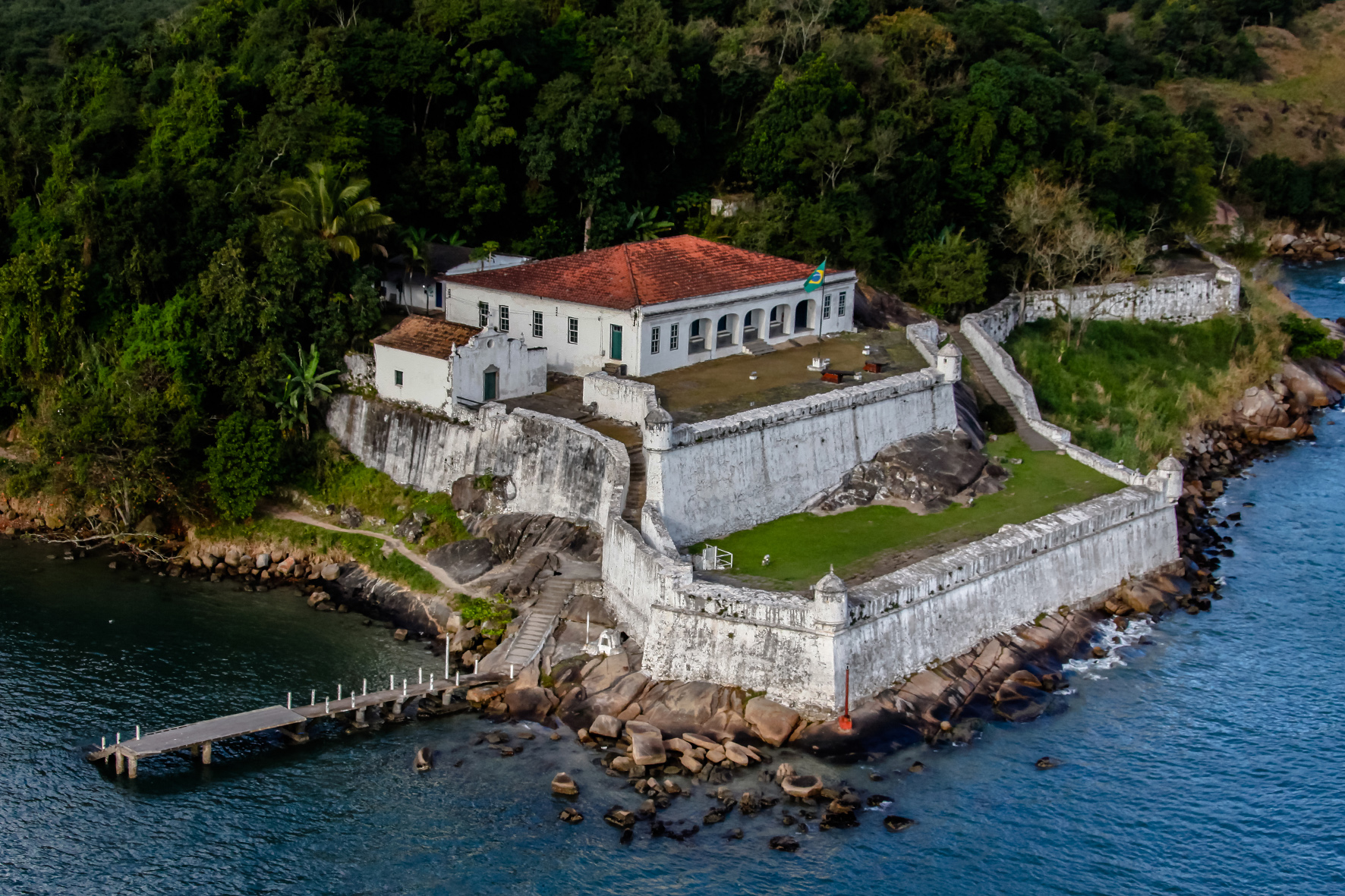
Fortaleza de Santo Amaro da Barra Grande, construída em 1584, sendo uma das primeiras fortificações do Brasil e é considerada Patrimônio Cultural Brasileiro.

Em 22 de janeiro de 1502, os primeiros europeus pisaram na ilha. André Gonçalves e Américo Vespúcio aportaram na praia de Santa Cruz dos Navegantes, depois seguindo viagem à ilha de São Vicente.[carece de fontes?]
A ilha, pantanosa e acidentada, não atrai a atenção dos colonizadores portugueses, que preferem centrar esforços na vizinha ilha de São Vicente, esta mais ampla e salubre e contando com um acesso privilegiado ao Planalto Paulistano, através de trilhas indígenas. Apesar do desinteresse, alguns colonos portugueses acabaram se instalando na costa ocidental de Santo Amaro, sobrevivendo de agricultura de subsistência, pesca e reparos de embarcações utilizadas no estuário de Santos.[carece de fontes?]
Em 1543, quando da primeira divisão territorial brasileira, toda a região entre a ilha de Santo Amaro e a barra do rio Juqueririê  (futuros municípios de Guarujá, Bertioga e parte de São Sebastião) é concedida a Pero Lopes de Sousa por seu irmão Martim Afonso de Sousa, sob o nome de capitania de Santo Amaro. A capitania, sem recursos naturais de importância e sem ligações com o Planalto, não se desenvolve. As únicas ações visando a ocupar o território são a construção dos fortes de São João e São Filipe, destinados a proteção do porto do Santos, uma beneficiadora de óleo de baleia no extremo norte da ilha, na desembocadura do Canal de Bertioga, e a ação de alguns grupos de jesuítas para a catequese de índios.[carece de fontes?]

### Século XIX

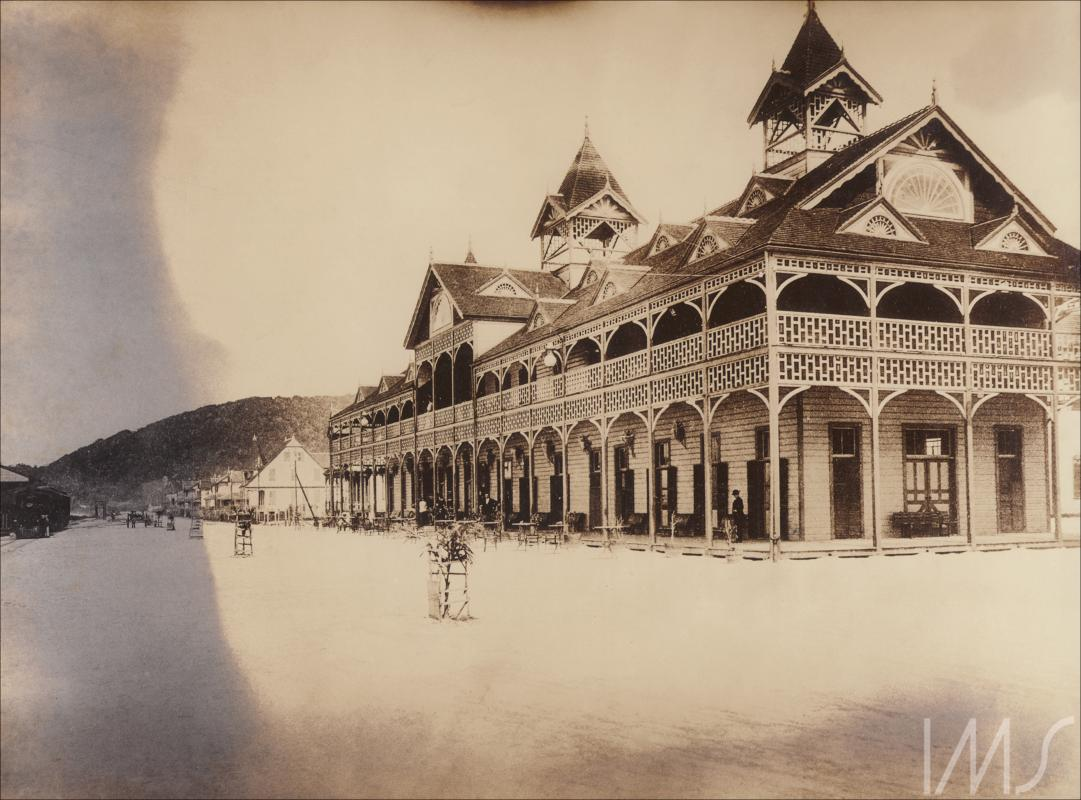
O balneário de Guarujá em 1894.

Durante toda a fase colonial e imperial, a ilha não atrai atenção, sendo povoada apenas por colonos pontuais e por pequenos sítios destinados a esconder escravos contrabandeados da África. 
No fim do século XIX, o surgimento do turismo, o desenvolvimento da economia paulista e a existência de um acesso ferroviário rápido e fácil entre o litoral e o Planalto Paulista, provocam um novo interesse pela ilha de Santo Amaro.[carece de fontes?]
Em 1892, surge a Companhia Prado Chaves, que tem por finalidade a criação de uma vila balneária na praia de Pitangueiras e a exploração do turismo na ilha. Para a vila, são encomendadas 46 casas de madeira nos Estados Unidos e um hotel de luxo, contando inclusive com um cassino. O hotel, batizado de La Plage, foi também construído com a mesma madeira com que foram feitas as casas. Além da vila, a Companhia construiu uma linha férrea ligando o estuário de Santos à praia de Pitangueiras, batizada de Tramway de Guarujá, bem como o primeiro serviço regular de navegação entre Santos e Guarujá.[carece de fontes?]
O empreendimento é inaugurado em 2 de setembro de 1893 e torna-se reduto da classe alta paulistana durante o verão, inclusive com a presença do presidente do Estado e de seus secretários. Esta data é também considerada a de fundação do município, quando Guarujá foi promovido a Vila Balneária.

### Século XX
Em 1911, a companhia é adquirida pelo empresário norte-americano Percival Farquhar, passando a se denominar Companhia Guarujá.. O novo Grand Hôtel de la Plage foi reinaugurado em 1912, tendo sido um marco para o turismo de luxo no Brasil. O sucesso do hotel e a reputação de Guarujá como destino de verão da classe alta paulistana levam a um contínuo desenvolvimento da vila durante a primeira metade do século XX. Neste mesmo hotel, em 1932, morreria o aeronauta e inventor brasileiro Alberto Santos Dumont, onde havia se hospedado após sérios problemas de saúde. Em 1923, a vila foi transformada em distrito de paz e, em 30 de junho de 1926, o distrito tornou-se prefeitura sanitária, separando-se de Santos.[carece de fontes?]
A eletrificação foi inaugurada a 11 de janeiro de 1925. Com a eletrificação da linha, bondes elétricos passaram a circular, junto às locomotivas a vapor. Os equipamentos usados na eletrificação foram fornecidos pela Siemens; as obras foram dirigidas pelo engenheiro Ettore Bertacin, da Casa Siemens de São Paulo, e tiveram duração de oito meses. A subestação elétrica principal, que também abastecia o distrito de Itapema, estava localizada "próximo das torres grandes da Companhia Docas de Santos", recebendo a corrente em 40 000 volts e transformando-a em 6 600 volts. A subestação retificadora, que reduzia e retificava a corrente alternada de 6,6 kV para 750 volts a ser usada na linha de contato, situava-se no quilômetro quatro da via férrea, ou seja, próximo à metade de seu percurso, no bairro da Conceiçãozinha. Todo o material rodante era de origem alemã, tendo sido produzido pelas firmas Siemens e M.A.N. - Maschinenfabrik Augusburg Nürnberg. Foram adquiridos dois bondes de 106 HP, numerados #3 e #9, e uma locomotiva elétrica de 106 HP para tracionar trens de carga. Esta máquina, com 18 t de peso, tinha capacidade de tracionar trens de 47 toneladas de carga a uma velocidade de 45 km/h.[carece de fontes?]

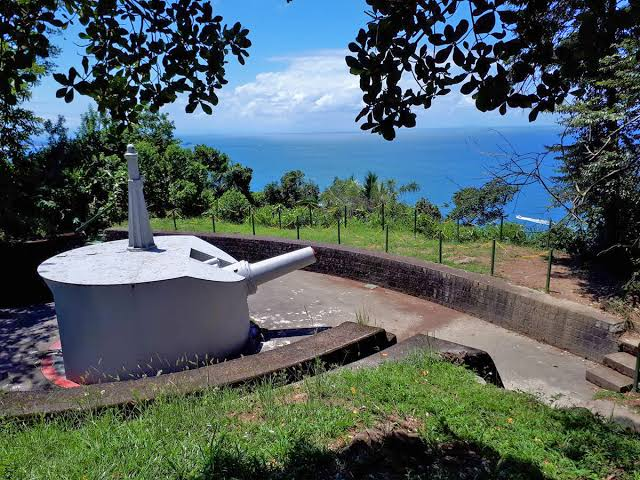
O Forte dos Andradas, inaugurado em 1942.

Em 1930, esta empresa adquiriu mais dois bondes da M.A.N., numerados #5 e #7, e construiu um ramal de três quilômetros até o Sítio Cachoeira para o transporte de carga, com extensão aproximada de 2,5 km. O bonde #3 seria sucateado após um acidente ocorrido na década de 1930. Em 1931, a prefeitura sanitária é extinta, com a reintegração da ilha ao território de Santos e Guarujá volta a ter autonomia apenas em 30 de junho de 1934, no antigo status de "prefeitura sanitária". Com a deterioração da estação férrea original de Guarujá, construída em 1893 entre a praia e o Grande Hotel, foi necessário construir uma nova e o local escolhido foi outro: o antigo pátio de cargas do bonde, na avenida Leomil, a dois quarteirões da praia. Em 30 de junho de 1934 foi criada a Estância Balneária de Guarujá, evento que motivou a realização de melhorias no serviço do Tramway de Guarujá. Decidiu-se então construir uma nova estação e oficinas, localizadas agora na Av. Leomil, a dois quarteirões da praia. Elas foram inauguradas a 21 de dezembro de 1935. Com a inauguração do novo prédio, o velho foi desativado e demolido. Os bondes foram transferidos para a Estrada de Ferro Campos do Jordão, onde são usados até hoje, e uma de suas locomotivas está exposta na avenida Leomil, em Pitangueiras, em Guarujá.

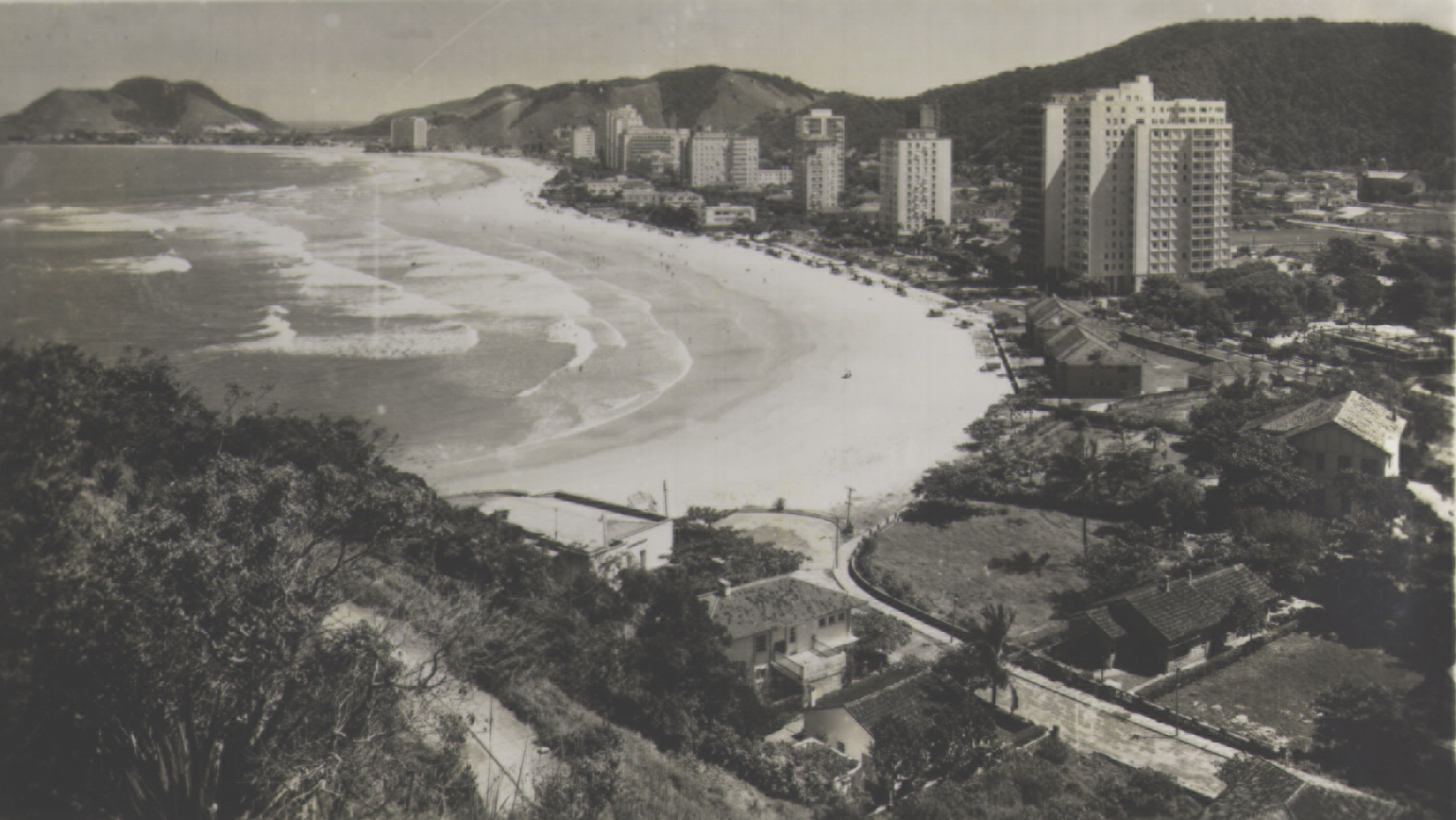
Praia das Pitangueiras em meados do século XX.

O Forte dos Andradas começou a ser construído em 1934 pelo tenente-coronel de Engenharia João Luís Monteiro de Barros e foi inaugurado em 10 de novembro de 1942, constituindo-se a principal defesa da entrada da Baía de Santos ao sul da Ilha de Santo Amaro. Recebeu esse nome em homenagem aos irmãos Andradas (José Bonifácio, Antônio Carlos e Martim Francisco) que tiveram muita importância durante o período imperial.[carece de fontes?]
Em 1947 as prefeituras sanitárias são extintas e Guarujá torna-se município de pleno direito. O fim dos jogos de azar no governo de Eurico Gaspar Dutra e a construção da via Anchieta, ligando a Baixada Santista a São Paulo, modificam a ocupação da ilha. A antiga vila balneária se adensa com a chegada de maiores quantidades de turistas e novos moradores. Edifícios começam a surgir na orla de Pitangueiras e Astúrias e praias até então desertas, como Enseada, Pernambuco e a própria Perequê começam a ser visitadas. Paralelamente, migrantes nordestinos vão para a ilha à procura de emprego, fixando-se na região do velho forte de Itapema, dando origem ao distrito de Vicente de Carvalho.[carece de fontes?]

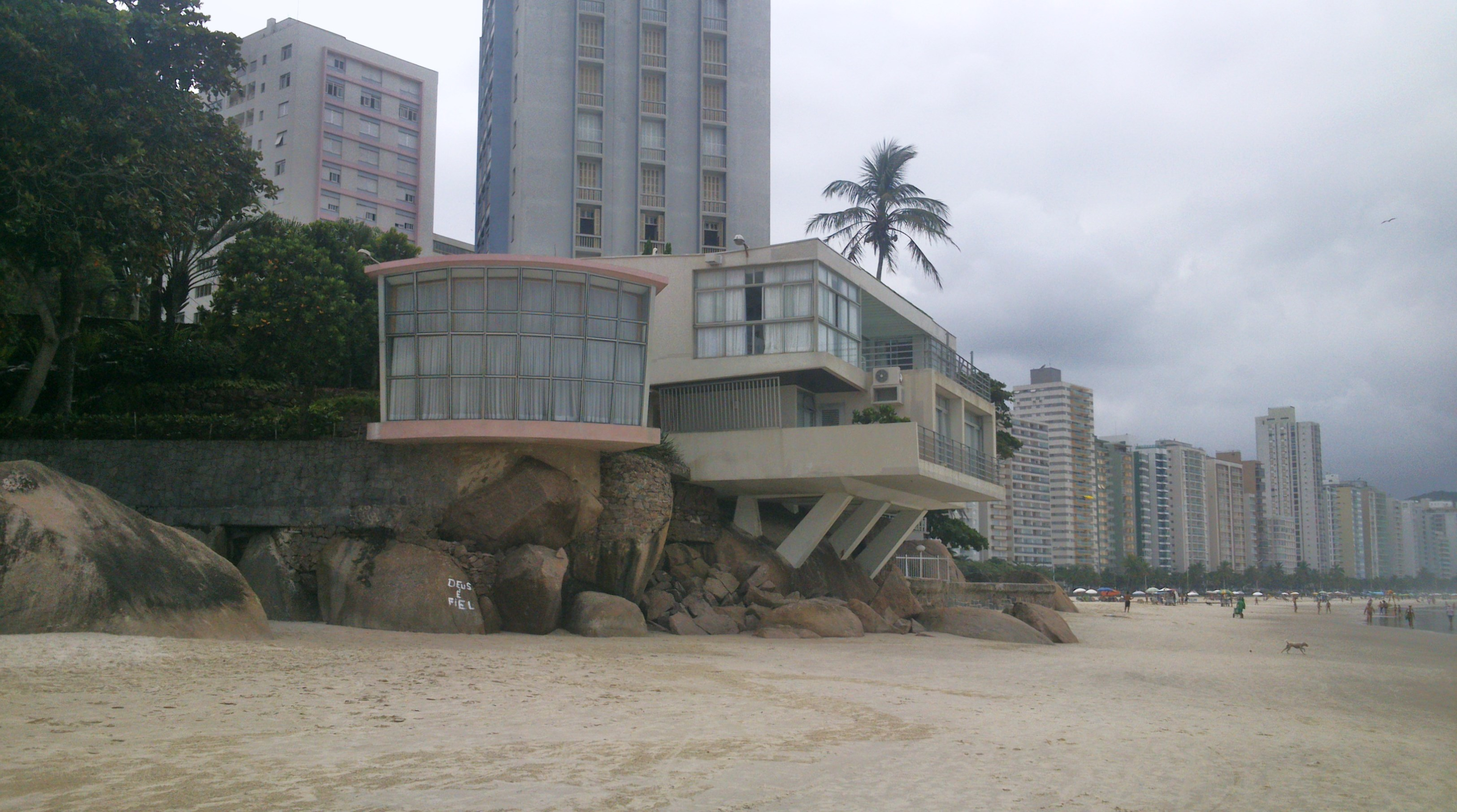
A Casa da Pedra, construída sobre rochas em 1952, segue o estilo da arquitetura moderna

Entre as décadas de 1970 e 1980, Guarujá cresce descontroladamente. Toda a orla da cidade entre as praias do Tombo e Pernambuco é ocupada por diversos loteamentos e edifícios, sem a necessária contrapartida de infraestrutura. O milagre econômico dos anos 1970, a construção da Rodovia Piaçagüera-Guarujá, ligando a ilha diretamente à Via Anchieta e em menor grau às novas rodovias Rio-Santos e Mogi-Bertioga (dando o acesso ao Vale do Paraíba e ao Litoral Norte) provocam a explosão do turismo e da migração para a ilha. A qualidade ambiental vai caindo, com a poluição das águas e a ocupação de áreas sensíveis como morros e mangues. O número cada vez maior de turistas, moradores e migrantes sobrecarrega Guarujá.[carece de fontes?]
Um dos principais pontos de referência da cidade de Guarujá é o Morro do Maluf, entre as praias de Pitangueiras e Enseada. O morro pertencia a Edmundo Maluf, industrial em São Paulo, solteiro, que tinha casa na ladeira do morro e dava festas memoráveis, agitando os fins de semana de Guarujá. A situação se torna crítica no final da década de 1980 e início de 1990, quando milhões de turistas visitam a ilha todos os verões, provocando o colapso da infraestrutura, com cortes de eletricidade, falta de água e poluição das praias. Extensas áreas do município são ocupadas por favelas, habitadas pelos migrantes em busca de novas oportunidades e a criminalidade toma corpo. O cenário caótico leva a uma profunda crise no turismo e na economia de Guarujá, que perde turistas e investimentos para o Litoral Norte e até mesmo para outras cidades da Baixada Santista.[carece de fontes?]
A segunda metade da década de 1990 vê uma recuperação progressiva do balneário, com investimentos em saneamento, habitação, infraestrutura e até mesmo efeitos benéficos da divisão do total de turistas com outras regiões, reduzindo a sobrecarga na cidade. Paulatinamente, Guarujá começa a receber novos investimentos e a desenvolver o turismo de negócios e a prestação de serviços, visando a expandir sua base econômica e se tornar menos dependente do turismo sazonal.[carece de fontes?]

## Geografia

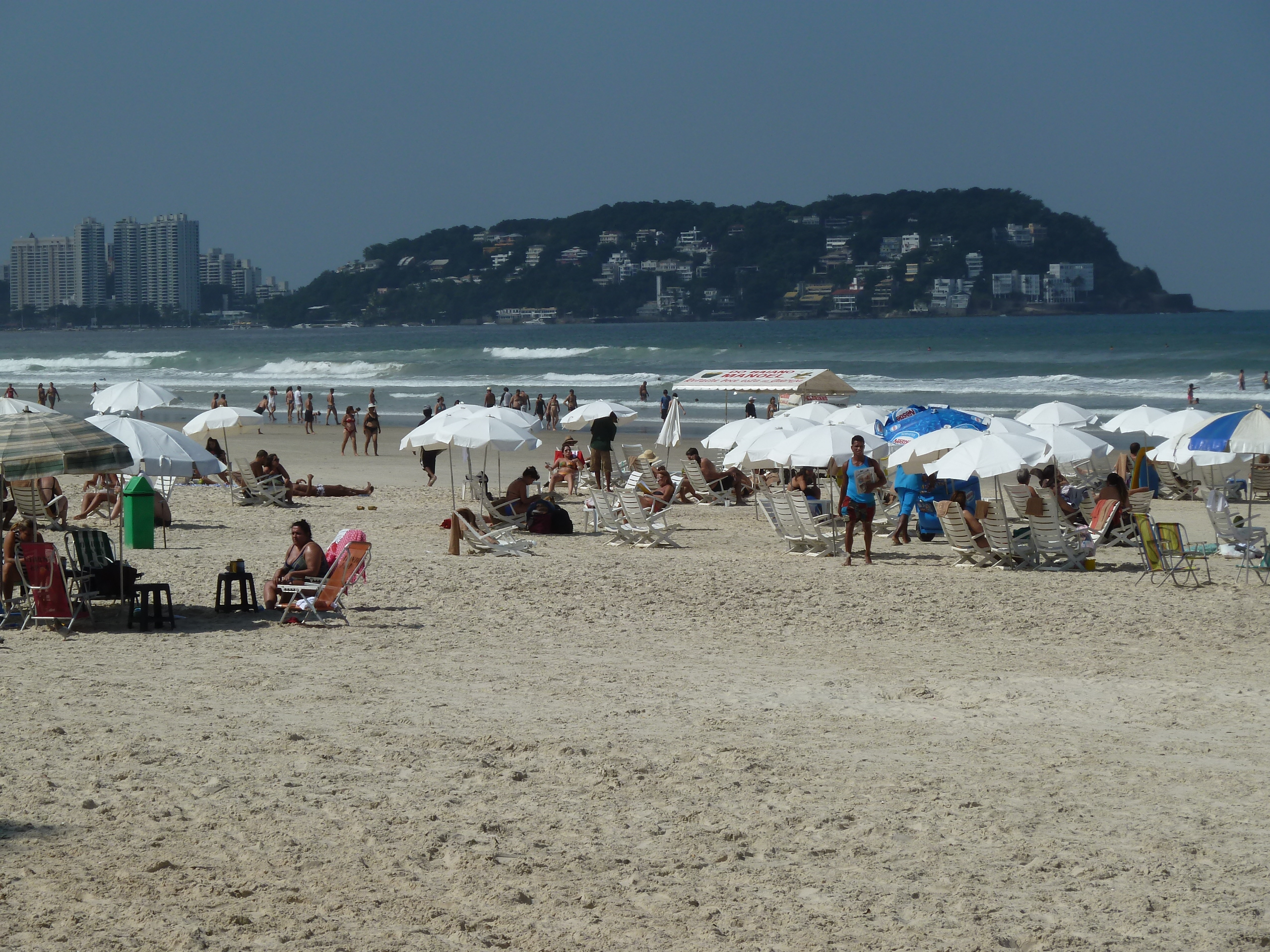
Praia da Enseada e Morro da Península (ao fundo).

O município possui relevo característico de planície litorânea. As elevações têm altitude média entre 130 e 160 metros, chegando ao máximo de aproximadamente 300 metros. Sua vegetação predominante é de floresta ombrófila densa, que ocorre na Serra do Mar.
Os seguintes rios correm pelo território de Guarujá: Rio de Santo Amaro; Rio do Meio; Rio Icanhema; Rio do Peixe; Rio do Pote; Rio Acaraú; Rio Comprido e Rio dos Patos.[carece de fontes?]

### Clima
Guarujá está a uma altitude de 10 metros e possui clima subtropical (classificação "Cfa"), que se caracteriza por apresentar médias elevadas de temperatura do ar e pluviosidade.
A temperatura média anual é de 21,8 °C, com média mínima de 18 °C e média máxima de 25,3 °C. Seu índice pluviométrico anual é de 2 556 milímetros (mm), sendo janeiro o mês de maior precipitação (325 mm) e agosto o de menor (102 mm).
| Dados climatológicos para Guarujá | Dados climatológicos para Guarujá | Dados climatológicos para Guarujá | Dados climatológicos para Guarujá | Dados climatológicos para Guarujá | Dados climatológicos para Guarujá | Dados climatológicos para Guarujá | Dados climatológicos para Guarujá | Dados climatológicos para Guarujá | Dados climatológicos para Guarujá | Dados climatológicos para Guarujá | Dados climatológicos para Guarujá | Dados climatológicos para Guarujá | Dados climatológicos para Guarujá |
| Mês                               | Jan                               | Fev                               | Mar                               | Abr                               | Mai                               | Jun                               | Jul                               | Ago                               | Set                               | Out                               | Nov                               | Dez                               | Ano                               |
| --------------------------------- | --------------------------------- | --------------------------------- | --------------------------------- | --------------------------------- | --------------------------------- | --------------------------------- | --------------------------------- | --------------------------------- | --------------------------------- | --------------------------------- | --------------------------------- | --------------------------------- | --------------------------------- |
| Temperatura máxima média (°C)     | 28                                | 28,5                              | 28                                | 26                                | 24,5                              | 22,9                              | 22,4                              | 22,3                              | 23,3                              | 24,6                              | 25,8                              | 26,8                              | 25,3                              |
| Temperatura média (°C)            | 25                                | 25,2                              | 24,4                              | 22,2                              | 20,4                              | 18,8                              | 18,6                              | 19,2                              | 20,1                              | 21,5                              | 22,6                              | 23,4                              | 21,8                              |
| Temperatura mínima média (°C)     | 22,1                              | 21,9                              | 20,8                              | 18,5                              | 16,3                              | 14,8                              | 14,9                              | 16,2                              | 17                                | 18,4                              | 19,5                              | 20,1                              | 18,4                              |
| Precipitação (mm)                 | 325                               | 319                               | 316                               | 241                               | 175                               | 114                               | 108                               | 102                               | 152                               | 223                               | 213                               | 266                               | 2 556                             |
| Fonte: Climate-Data.              |                                   |                                   |                                   |                                   |                                   |                                   |                                   |                                   |                                   |                                   |                                   |                                   |                                   |

| Dados climatológicos para Guarujá (Vicente de Carvalho) | Dados climatológicos para Guarujá (Vicente de Carvalho) | Dados climatológicos para Guarujá (Vicente de Carvalho) | Dados climatológicos para Guarujá (Vicente de Carvalho) | Dados climatológicos para Guarujá (Vicente de Carvalho) | Dados climatológicos para Guarujá (Vicente de Carvalho) | Dados climatológicos para Guarujá (Vicente de Carvalho) | Dados climatológicos para Guarujá (Vicente de Carvalho) | Dados climatológicos para Guarujá (Vicente de Carvalho) | Dados climatológicos para Guarujá (Vicente de Carvalho) | Dados climatológicos para Guarujá (Vicente de Carvalho) | Dados climatológicos para Guarujá (Vicente de Carvalho) | Dados climatológicos para Guarujá (Vicente de Carvalho) | Dados climatológicos para Guarujá (Vicente de Carvalho) |
| Mês                                                     | Jan                                                     | Fev                                                     | Mar                                                     | Abr                                                     | Mai                                                     | Jun                                                     | Jul                                                     | Ago                                                     | Set                                                     | Out                                                     | Nov                                                     | Dez                                                     | Ano                                                     |
| ------------------------------------------------------- | ------------------------------------------------------- | ------------------------------------------------------- | ------------------------------------------------------- | ------------------------------------------------------- | ------------------------------------------------------- | ------------------------------------------------------- | ------------------------------------------------------- | ------------------------------------------------------- | ------------------------------------------------------- | ------------------------------------------------------- | ------------------------------------------------------- | ------------------------------------------------------- | ------------------------------------------------------- |
| Temperatura máxima média (°C)                           | 28                                                      | 28,6                                                    | 28                                                      | 26,1                                                    | 24,5                                                    | 22,9                                                    | 22,6                                                    | 22,4                                                    | 23,5                                                    | 24,7                                                    | 26                                                      | 26,8                                                    | 25,3                                                    |
| Temperatura média (°C)                                  | 25,1                                                    | 25,2                                                    | 24,4                                                    | 22,3                                                    | 20,3                                                    | 18,8                                                    | 18,8                                                    | 19,3                                                    | 20,3                                                    | 21,6                                                    | 22,8                                                    | 23,4                                                    | 21,9                                                    |
| Temperatura mínima média (°C)                           | 22,2                                                    | 21,9                                                    | 20,8                                                    | 18,5                                                    | 16,2                                                    | 14,8                                                    | 15                                                      | 16,3                                                    | 17,1                                                    | 18,5                                                    | 19,6                                                    | 20,1                                                    | 18,4                                                    |
| Precipitação (mm)                                       | 295                                                     | 307                                                     | 304                                                     | 225                                                     | 162                                                     | 111                                                     | 101                                                     | 96                                                      | 142                                                     | 204                                                     | 196                                                     | 247                                                     | 2 390                                                   |
| Fonte: Climate-Data.                                    |                                                         |                                                         |                                                         |                                                         |                                                         |                                                         |                                                         |                                                         |                                                         |                                                         |                                                         |                                                         |                                                         |

## Demografia

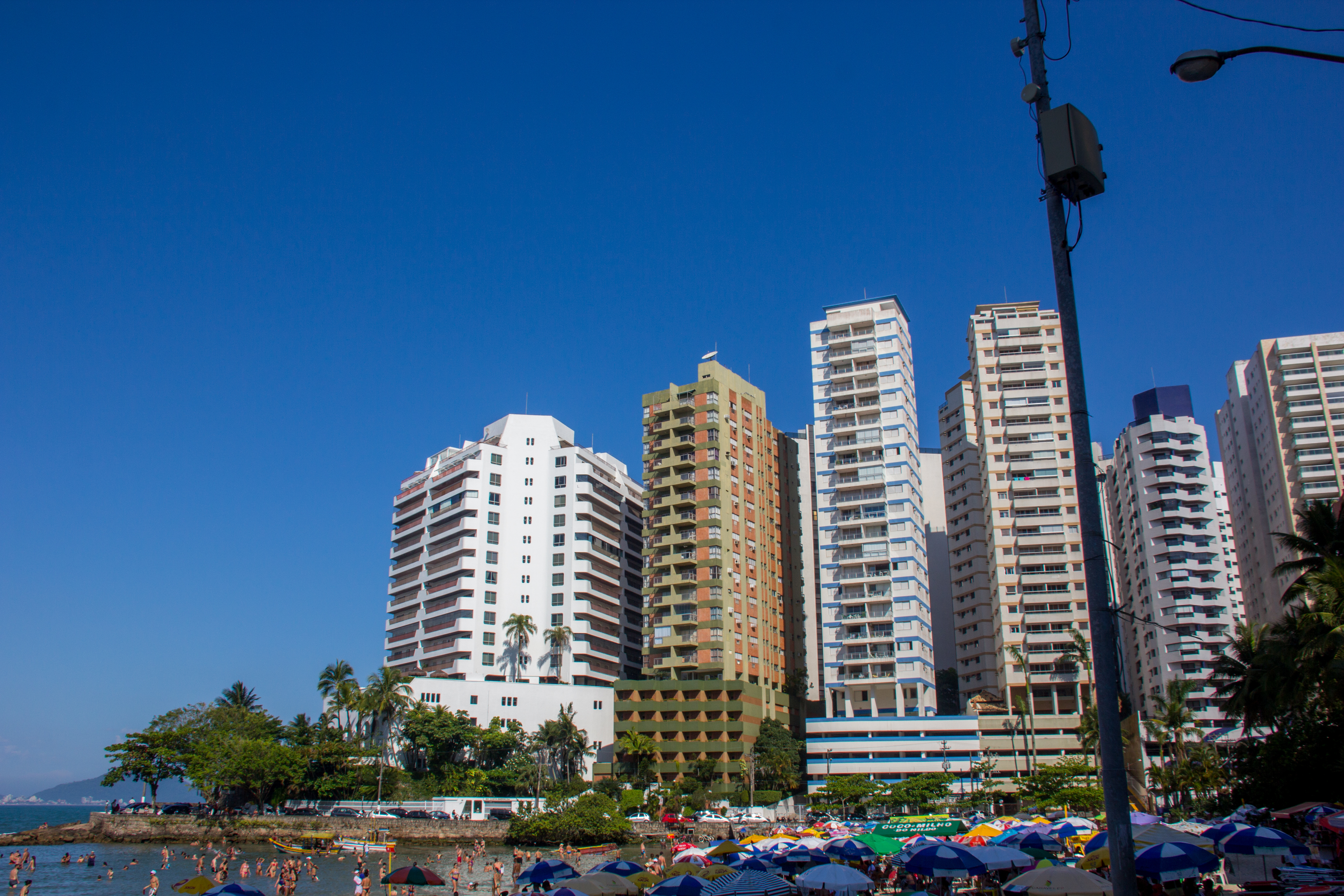
Edifícios residenciais na orla da cidade.

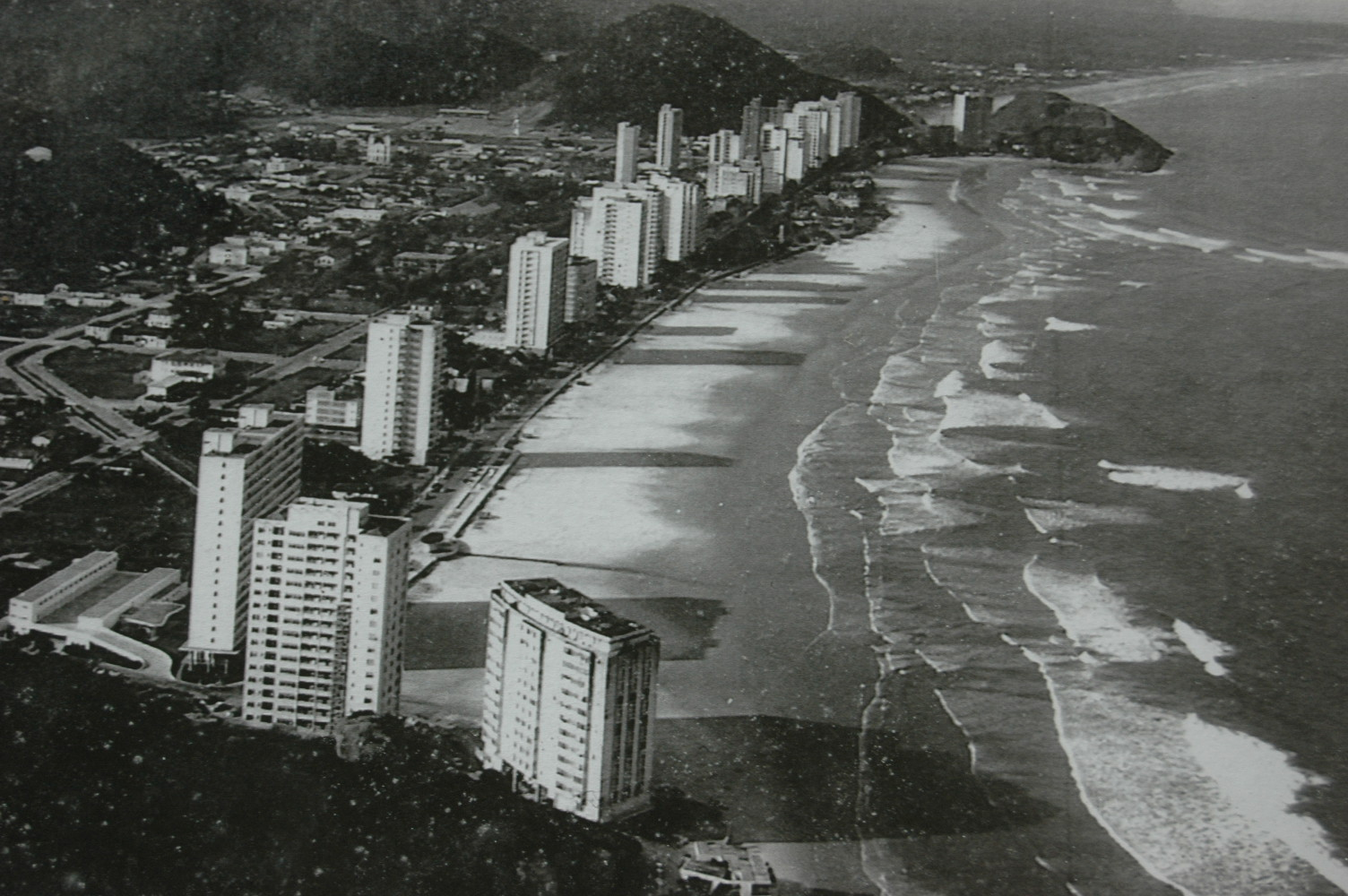
Foto histórica dos primeiros edifícios da cidade.

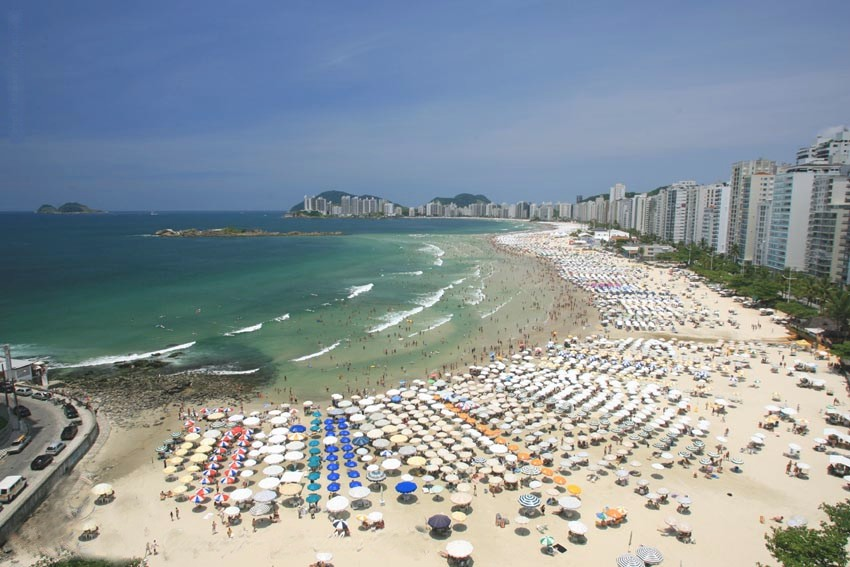
Panorama da Praia das Pitangueiras.

### População
| Crescimento populacional                             | Crescimento populacional | Crescimento populacional | Crescimento populacional |
| Ano                                                  | População Total          |                          | %±                       |
| ---------------------------------------------------- | ------------------------ | ------------------------ | ------------------------ |
| 1934                                                 | 7 810                    |                          | —                        |
| 1937                                                 | 8 350                    |                          | 6,9%                     |
| 1940                                                 | 7 539                    |                          | −9,7%                    |
| 1946                                                 | 9 985                    |                          | 32,4%                    |
| 1950                                                 | 13 203                   |                          | 32,2%                    |
| 1958                                                 | 21 849                   |                          | 65,5%                    |
| 1960                                                 | 40 790                   |                          | 86,7%                    |
| 1970                                                 | 94 021                   |                          | 130,5%                   |
| 1980                                                 | 151 120                  |                          | 60,7%                    |
| 1991                                                 | 210 207                  |                          | 39,1%                    |
| 2000                                                 | 264 812                  |                          | 26,0%                    |
| 2010                                                 | 290 752                  |                          | 9,8%                     |
| 2022                                                 | 287 634                  |                          | −1,1%                    |
| Est. 2024                                            | 294 973                  | [ 17 ]                   | 2,6%                     |
| Fontes: Censos Demográficos IBGE e Estimativas SEADE |                          |                          |                          |

### Dados demográficos
Dados do Censo - 2010
- População total: 290 752 hab
  - Urbana: 290 696
  - Rural: 56
  - Homens: 141 711
  - Mulheres: 149 041
- Densidade demográfica (hab./km²): 2 034
- Mortalidade infantil até 1 ano (por mil): 18,38
- Expectativa de vida (anos): 69,93
- Taxa de fecundidade (filhos por mulher): 2,32
- Taxa de alfabetização: 91,55%
- IDH-M: 0,751 (alto)
  - IDH-M Renda: 0,729 (alto)
  - IDH-M Longevidade: 0,854 (muito alto)
  - IDH-M Educação: 0,679 (médio)

Fontes: IPEA e PNUD

### Etnias
| Cor/Raça | Percentagem |
| -------- | ----------- |
| Branca   | 47,03%      |
| Parda    | 45,47%      |
| Negra    | 6,69%       |
| Amarela  | 0,65%       |
| Indígena | 0,17%       |

Fonte: IBGE – Censo 2010

### Religião
O Cristianismo se faz presente na cidade da seguinte forma:
A Igreja Católica é representada na cidade pela Diocese de Santos.
Entre as igrejas protestantes históricas, pentecostais e neopentecostais, encontram-se na cidade:
- Assembleia de Deus Ministério do Belém.[27][28]
- Congregação Cristã no Brasil.[29]
- Igreja Presbiteriana Independente do Brasil.[30]

## Política e administração

### Cidades-irmãs
- Brotas, Brasil (desde 2001)
- Lobito, Angola (desde 2013)
- Manila, Filipinas (desde 2009)
- Cascais, Portugal (desde 2001)

## Economia

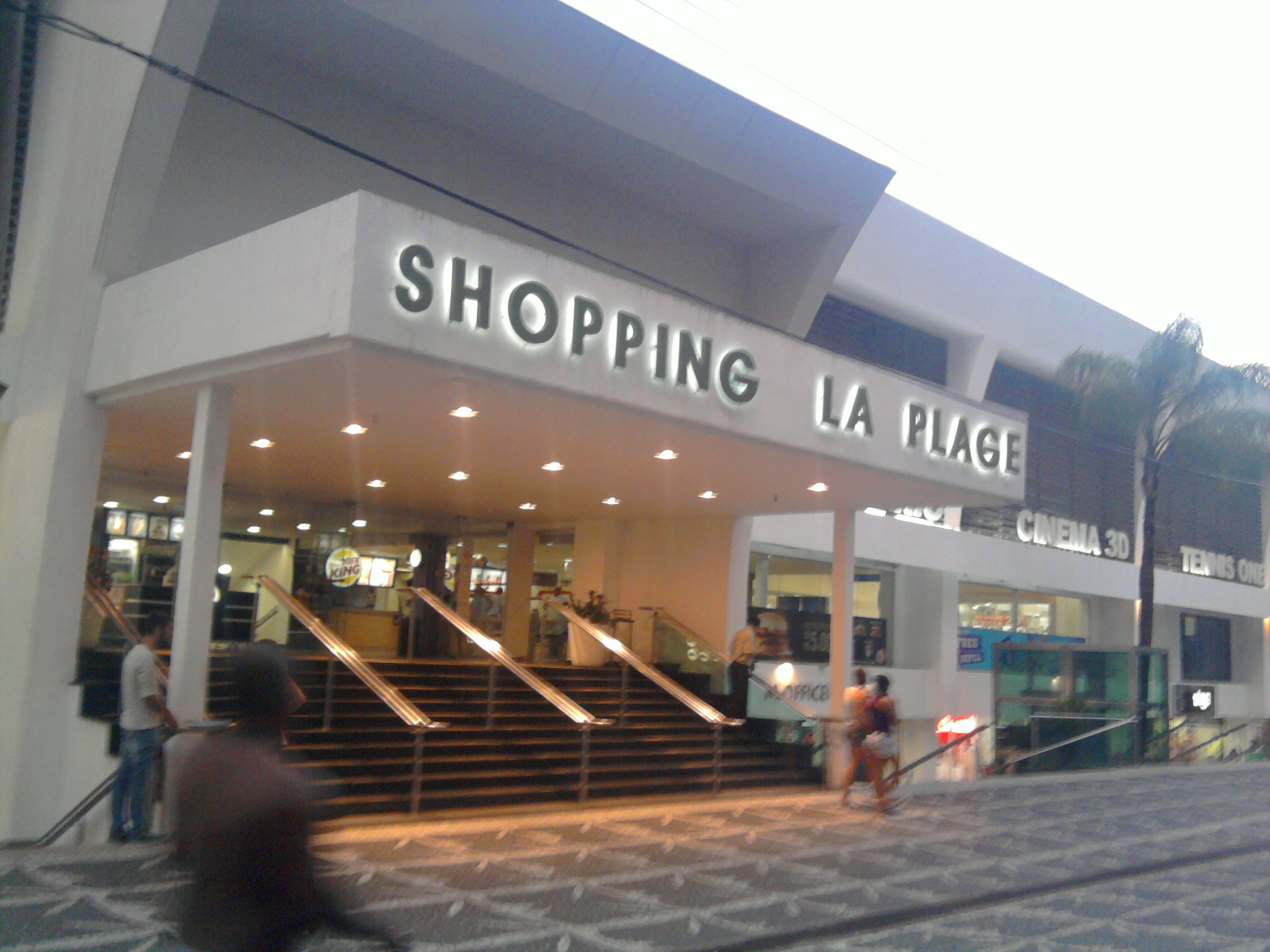
Shopping La Plage, localizado na Av. Mal. Deodoro da Fonseca.

Situado na Ilha de Santo Amaro, ao largo de Santos e de Bertioga, o município dispõe de um conjunto de 27 praias, algumas isoladas e acessíveis apenas por trilha ou barco, e outras em áreas  urbanizadas. Sua economia está apoiada na atividade turística, mas também possui atividade marítima de lazer e indústria e uma intensa atividade portuária. Conta, ainda, com movimento comercial em Vicente de Carvalho, que é o segundo maior da Região Metropolitana. Pelo seu histórico, infraestrutura e proximidade com a capital mais populosa do país, oferece forte atrativo imobiliário e turístico. Boa parte da região da orla, nas praias próximas de centro (principalmente Astúrias, Pitangueiras, Enseada, e Tombo) é tomada por edificações dedicadas à população sazonal, que as ocupa principalmente nas férias de verão.
O turismo, sazonal, e os ganhos advindos do mercado imobiliário-turístico (incluindo impostos, compra/venda/aluguel, segurança e manutenção predial) movimentam parte significativa da economia de Guarujá. 
A outra parte, relevante e não-sazonal, advém do porto (margem esquerda do Porto de Santos) e atividades afins, tais como transporte. Devido a sua proximidade com Cubatão (maior distrito industrial do país) e portos, existe também interesse pela ocupação industrial na região, iniciada em 1976 pela Dow Química, ainda hoje a única grande indústria a ocupar a região.
Segundo dados do IBGE de 2006, "a produção de riquezas na área de serviços, no município, somou, naquele ano, R$ 1,820 bilhão, o equivalente a 0,14% em participação no PIB brasileiro".

## Infraestrutura

### Transportes

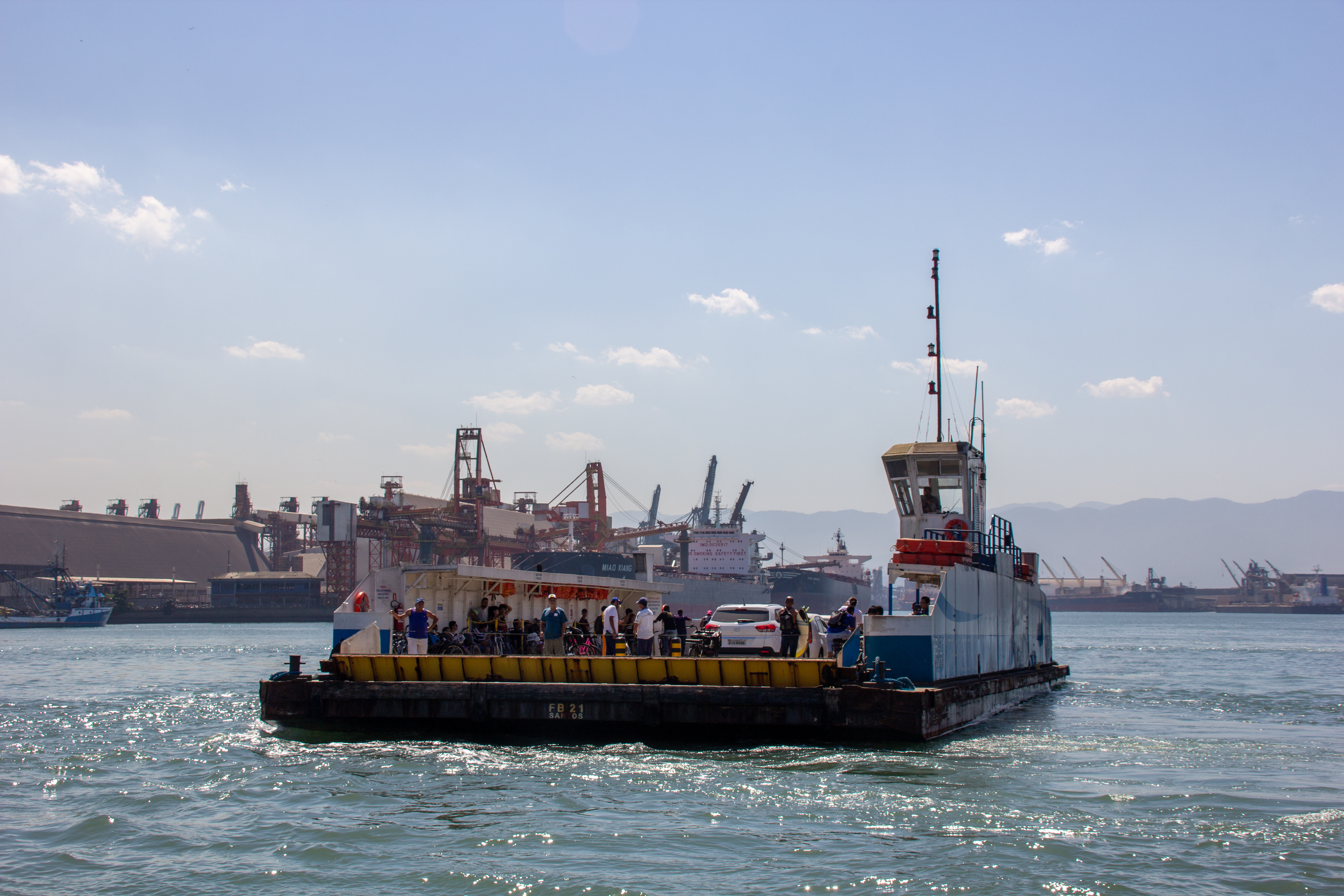
Travessia Santos-Guarujá balsa.

O acesso a Guarujá (Ilha de Santo Amaro) pode ser feito por balsas da Travessia Santos-Guarujá, que partem da Ponta da Praia, em Santos. Na travessia são utilizadas seis balsas que têm capacidade para 12 a 72 carros, transportando atualmente 1 500 carros por hora e 23 000 veículos por dia. É a travessia com o maior fluxo de veículos do mundo nessa categoria.
Outro acesso é pela rodovia Cônego Domênico Rangoni, que percorre a área continental do município de Santos, chegando à Ilha de Santo Amaro através da ponte do Monte Cabrão, no canal de Bertioga. Após o Canal de Bertioga, temos quatro entradas para a cidade. Uma é o trevo da Vila Áurea; outra é a Rua Professor Idalino Pinez, mais conhecida como Rua do Adubo, ambas largamente utilizadas pelos caminhões que chegam e buscam o cais do Porto de Santos. A terceira é o viaduto que atravessa a rodovia e os bairros de Morrinhos e Vila Zilda, fazendo a ligação com o túnel em direção à praia da Enseada e outras. A quarta e mais importante entrada fica no fim do trecho sob jurisdição da Ecovias e dá acesso direto à sede do município. Pedestres podem aceder à ilha por via marítima: as barcas partem do centro de Santos com destino a Vicente de Carvalho. Há barcas também na Ponta da Praia, em Santos, com destino ao outro lado do estuário.

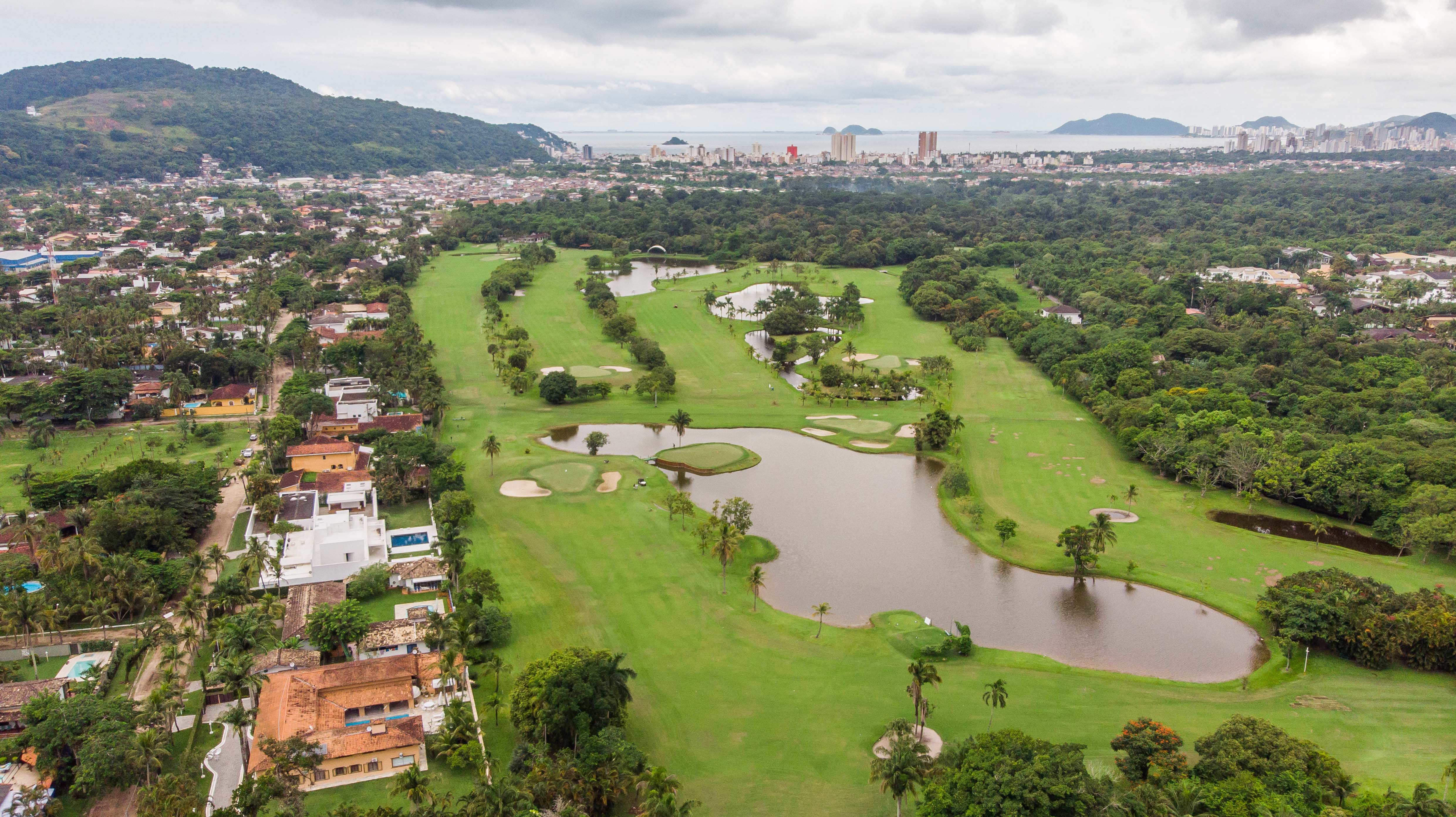
Vista aérea da cidade na região do Golf Club

Além dos meios convencionais de transporte, merece destaque o uso de bicicletas. Um estudo da Agência Metropolitana (Agem) detectou que a maioria dos ciclistas faz da bicicleta o meio de transporte para o trabalho. Principalmente moradores de Vicente de Carvalho que trabalham no porto. Entre os municípios da Baixada Santista, Guarujá é o que tem o maior número de bicicletas. De acordo com o departamento de trânsito, dos 265 000 habitantes, 35 000 usam bicicleta, um mercado que vem crescendo 5% ao ano. O município conta com cinco estacionamentos exclusivos para bicicletas, alguns funcionando 24 horas. Segundo a Dersa (empresa que administra a travessia marítima entre Santos e Guarujá), transitam pelas balsas uma média diária de 14 mil bicicletas nos dois sentidos. Essa quantidade de bicicletas como meio de transporte levou as cidades da região a adequar suas estruturas urbanas para os ciclistas. Guarujá implantou 16,47 km de ciclovias e ciclofaixas e prevê implantar mais 12,89 km até 2011.

### Comunicações
O sistema de telefones automáticos foi inaugurado na cidade em 1964 pela empresa Serviços Municipais de Telefones Automáticos (SMTA), administrada pela Companhia Telefônica Brasileira (CTB). Já o sistema de discagem direta à distância (DDD) foi implantado em 1974 pela Telecomunicações de São Paulo (TELESP) com o código de área (0132).
Na década de 90 o código DDD da cidade foi alterado para (013), para padronização do sistema telefônico com a telefonia celular que estava sendo implantada em todo o estado.